# Hyaluronan

Structuurformule

Hyaluronan (volgens oudere nomenclatuur ook hyaluronzuur of hyaluronaat genoemd) is een glycosaminoglycaan dat veelvuldig in bindweefsel, epitheelweefsel en zenuwweefsel voorkomt. Het is een van de belangrijkste componenten van de extracellulaire matrix, en draagt in belangrijke mate bij aan de celproliferatie en -migratie en is wellicht ook betrokken bij de progressie van sommige tumoren.

## Etymologie
Het woord hyaluronzuur is afkomstig van het Griekse woord "hyalos" (Grieks voor glas) en uronzuur omdat het voor het eerst geïsoleerd is uit het glasvocht (van het glasachtig lichaam in het oog) en het een hoog gehalte aan uronzuur bevat.
De term hyaluronaat verwijst naar de geconjugeerde base van hyaluronzuur. Omdat het molecuul meestal bestaat in zijn polyanionvorm, wordt het gewoonlijk hyaluronan genoemd.

## Functies
Hyaluronan vervult in het lichaam diverse functies, waarbij de talrijke verschillende chemische en fysische eigenschappen van deze verbinding worden benut.

### Mechanische Functies

#### Wateropslag
Hyaluronan kan, in verhouding tot zijn massa, zeer grote hoeveelheden water aan zich binden (tot zes liter water per gram). Zo bestaat het glasachtig lichaam van het oog voor 98 % uit water dat aan slechts 2 % hyaluronan gebonden is.

#### Drukbestendigheid
Water is slechts weinig samendrukbaar en geeft deze eigenschap ook aan hyaluronan-rijk weefsel door, waarin (zoals boven al genoemd) zeer veel water kan worden gebonden.
Dat geldt in het algemeen voor grote delen van het bindweefsel. Speciale betekenis heeft dit feit tijdens de embryonale ontwikkeling, wanneer vaste structuren nog niet ontwikkeld zijn.
Een ander bekend voorbeeld is de nucleus pulposus, de gelei-achtige kern van de tussenwervelschijven, die zo een groot deel van het lichaamsgewicht kunnen dragen.

#### Smeermiddel en stootkussenfunctie
Hyaluronan is het hoofdbestanddeel van de synovia (gewrichtsvloeistof) en werkt als smeermiddel bij alle gewrichtsbewegingen. De viscositeit verandert onder invloed van de inwerkende mechanische krachten. Om precies te zijn neemt de viscositeit af naarmate de belasting zwaarder wordt. Het is vloeibaar, maar door de hoogmoleculaire structuur viskeus genoeg om niet uit het gewricht weggeperst te worden. Op deze manier verricht het een stootkussenfunctie in het gewricht.

#### Vrijhouden van wegen
Voor migrerende ('wandelende') cellen houdt hyaluronan de 'verkeerswegen"' vrij. Door verwijding van de intercellulaire ruimte (afstanden tussen cellen), wordt de migratie van de cellen ondersteund.

### Biochemische functies
Hoewel de hiervoor genoemde functies vooral betrekking hebben op vrij hyaluronan, is hyaluronan ook betrokken bij de aanmaak van nog grotere reuzenmoleculen, de proteoglycanen.
In het bijzonder verbindt hyaluronan bepaalde proteoglycanen (bv aggrecan uit collageen type II) tot reusachtige proteoglycaan-aggregaten.

### Interactie met receptoren
Een groot aantal celoppervlaktereceptoren interageren met hyaluronan en bewerkstelligen bepaalde reacties van de cel, vooral de proliferatie en migratie. In de embryonale ontwikkeling zijn deze stimulantia noodzakelijk, in contact met tumorcellen kunnen ze ook bijdragen aan schade voor het organisme.

## Chemische structuur
Hyaluronan is een macromoleculaire keten van disachariden, die op hun beurt weer uit ieder twee glucosederivaten bestaan: D-glucuronzuur en N-acetyl-D-glucosamine.
Beide verschillen van β-D-glucose slechts door substitutie aan het zesde dan wel aan het tweede koolstofatoom. In het disacharide wordt glucuronzuur β(1→3) aan het N-acetylglucosamine verbonden, dat weer met het volgende glucuronzuur in de polymeerketen β(1→4) verbonden is.
Een keten bestaat uit 250-50000 disacharide-eenheden.
In neutrale, waterige oplossing bouwen zich waterstofbruggen, hoofdzakelijk met de carboxyl- en n-acetylgroepen.

## Biosynthese en afbraak
In tegenstelling tot alle andere glycosaminoglycanen wordt hyaluronan niet in het endoplasmatisch reticulum of golgiapparaat aangemaakt, maar door integrale membraanproteïnen. Van deze hyaluronansynthetasen hebben gewervelde dieren drie typen: HAS1, HAS2, en HAS3. Binnenin de cel hangen deze enzymen steeds nieuwe monosacharide-bouwstenen (glucuronzuur en N-acetylglucosamine) aan de keten, die zo steeds langer wordt en door de membraan heen de cel uit groeit.
Hyaluronan wordt afgebroken door zogenoemde hyaluronidase-enzymen, verschillende daarvan zijn tumor-onderdrukkers. De afbraakproducten van hyaluronan, de oligosacharides en hyalronan met een laag molecuulgewicht, hebben pro-angiogene eigenschappen.

## Gebruik in de geneeskunde
Sinds ongeveer 1990 worden hyaluronanpreparaten in zieke gewrichten gespoten. In 2003 is dit gebruik ook toegestaan door de Amerikaanse Food and Drug Administration. De werkzaamheid is wisselend. Bij veel mensen werkt het functieverbeterend, een duidelijke verbetering wordt meestal tussen 6 en 12 maanden waargenomen. Bij veel mensen is echter geen duidelijke verbetering te zien. Van tevoren is het resultaat nauwelijks te voorspellen.
Soms komt het tot dramatische allergische reacties met zware gewrichtspijnen. Na een paar dagen zijn deze reacties weliswaar verminderd, het doel van de behandeling (verbetering van de gewrichtsfunctie) wordt dan echter niet meer bereikt. De kosten van een dergelijke behandeling worden in het algemeen niet vergoed door de ziektekostenverzekeraars.
De allergische reacties zijn in verband te brengen met het feit dat hyaluronanproducten vroeger uit hanenkammen geproduceerd werden, die daardoor sporen van kippenproteïnen bevatten. Sinds hyaluronanproducten met behulp van biotechnologie gemaakt worden, treden allergische reacties nauwelijks meer op.
Neussprays tegen verkoudheid bevatten soms hyaluronan, om uitdroging van het neusslijmvlies te voorkomen.
Ook in oogdruppels ter behandeling van droge ogen, wordt hyaluronan gebruikt. De visco-elastische eigenschap van hyaluronan zorgt voor een stabiele en lang aanhoudende tranenfilm, zonder vermindering van het gezichtsvermogen.
Bij sommige vormen van kanker correleren de hyaluronan-niveaus met een slechte prognose. Hyaluronan wordt zodoende vaak gebruikt als tumormarker voor prostaatkanker en borstkanker. Het kan ook worden gebruikt om de progressie van de ziekte te volgen.
Voor de behandeling van een tandvleesontsteking en parodontitis wordt eveneens hyaluronan gebruikt.

## Cosmetische chirurgie
Hyaluronanpreparaten worden voor gezichtsplooicorrectie, het opspuiten van lippen of zelfs de vergroting van de G-plek gebruikt. Daartoe gebruikt men meestal een gel van langketenige moleculen, die door het lichaam zeer langzaam afgebroken wordt.
Ook is hyaluronan in speciale antirimpelcrèmes opgenomen.

## Noot
1. ↑  De gevaren van een grotere G-plek in: E-gezondheid (e-nieuwsbrief), geconsulteerd op 19 nov. 2008